# Kay Bluhm
Kay Bluhm (Ciudad de Brandeburgo, RDA, 13 de octubre de 1968) es un deportista alemán que compitió en piragüismo en la modalidad de aguas tranquilas. Hasta 1990 representó a Alemania Oriental (RDA).
Participó en tres Juegos Olímpicos de Verano entre los años 1988 y 1996, obteniendo un total de cinco medallas: tres de oro, una de plata y una de bronce. Ganó catorce medallas en el Campeonato Mundial de Piragüismo entre los años 1989 y 1995.

## Palmarés internacional
| Representando a la RDA   |                           |                   |             |
| Juegos Olímpicos         |                           |                   |             |
| Año                      | Lugar                     | Medalla           | Competición |
| 1988                     | Seúl (Corea del Sur)      | Medalla de bronce | K4 1000 m   |
| Campeonato Mundial       |                           |                   |             |
| Año                      | Lugar                     | Medalla           | Competición |
| 1989                     | Plovdiv (Bulgaria)        | Medalla de plata  | K1 500 m    |
| 1989                     | Plovdiv (Bulgaria)        | Medalla de oro    | K2 500 m    |
| 1989                     | Plovdiv (Bulgaria)        | Medalla de oro    | K2 1000 m   |
| 1990                     | Poznań (Polonia)          | Medalla de bronce | K2 500 m    |
| 1990                     | Poznań (Polonia)          | Medalla de oro    | K2 1000 m   |
| 1990                     | Poznań (Polonia)          | Medalla de bronce | K4 1000 m   |
| Representando a Alemania |                           |                   |             |
| Juegos Olímpicos         |                           |                   |             |
| Año                      | Lugar                     | Medalla           | Competición |
| 1992                     | Barcelona (España)        | Medalla de oro    | K2 500 m    |
| 1992                     | Barcelona (España)        | Medalla de oro    | K2 1000 m   |
| 1996                     | Atlanta (Estados Unidos)  | Medalla de oro    | K2 500 m    |
| 1996                     | Atlanta (Estados Unidos)  | Medalla de plata  | K2 1000 m   |
| Campeonato Mundial       |                           |                   |             |
| Año                      | Lugar                     | Medalla           | Competición |
| 1991                     | París (Francia)           | Medalla de plata  | K2 500 m    |
| 1991                     | París (Francia)           | Medalla de oro    | K2 1000 m   |
| 1991                     | París (Francia)           | Medalla de plata  | K2 10 000 m |
| 1993                     | Copenhague (Dinamarca)    | Medalla de oro    | K2 500 m    |
| 1993                     | Copenhague (Dinamarca)    | Medalla de oro    | K2 1000 m   |
| 1994                     | Ciudad de México (México) | Medalla de bronce | K2 200 m    |
| 1994                     | Ciudad de México (México) | Medalla de oro    | K2 500 m    |
| 1995                     | Duisburgo (Alemania)      | Medalla de plata  | K2 1000 m   |